# Dogue
 (août 2007).
Les dogues (terme qui apparaît en 1392 et est emprunté à l'anglais dog, « chien ») sont des chiens de type molossoïde. Ils ont la tête large, le museau court et carré, le cou massif, ainsi qu'une musculature et une mâchoire extrêmement puissantes. Sculptés autrefois pour le combat (chien de guerre, d'attaque, etc.), ces chiens sont aujourd'hui autant choisis pour la garde que pour la compagnie. 
D'autre part, les Dogues sont le surnom des joueurs du club de football de Lille, le LOSC. 